# Stephan Nigg
Stephan Nigg (* 12. Juni 1982 in Basel) ist ein Schweizer Politiker (GLP). Er gehörte vom 1. Juli 2011 bis zum 31. Dezember 2012 dem Landrat des Kantons Basel-Landschaft an.

## Leben
Nigg wuchs in Oberwil auf. Er absolvierte von 1999 bis 2002 bei Novartis eine Lehre als Biologielaborant. 2005/06 absolvierte er die technische Berufsmatura an der Gewerblich-industriellen Berufsfachschule Liestal. Anschliessend studierte er an der Fachhochschule Nordwestschweiz Molecular Life Sciences und schloss 2009 mit dem Bachelor ab.
Nigg war Mitbegründer der Sektion Arlesheim/Münchenstein der Grünliberalen. Seit 2010 ist er im Vorstand der Ortsgruppe Münchenstein der Grünliberalen.
Stephan Nigg wohnt in Münchenstein.